# Mars 2006 en Afrique
 (avril 2020).
Si vous disposez d'ouvrages ou d'articles de référence ou si vous connaissez des sites web de qualité traitant du thème abordé ici, merci de compléter l'article en donnant les références utiles à sa vérifiabilité et en les liant à la section « Notes et références ».

## Événements

### 1ermars
- Afrique du Sud : élections municipales. Le Congrès national africain (ANC) arrive largement en tête.
- Nigeria : la police a annoncé qu’elle engagera prochainement des poursuites judiciaires contre 463 personnes arrêtées pendant les émeutes de la semaine précédente qui se sont produits au Nigeria après la publication par le journal danois Jyllands-Posten des caricatures de Mahomet. Au cours de ces émeutes, plus de cent personnes ont trouvé la mort lors d’affrontement entre chrétiens et musulmans.

### 5 mars
- Bénin : premier tour de l'élection présidentielle. Mathieu Kérékou, président sortant, ne se représentait pas. À l’issue du scrutin, il a dénoncé les conditions d’organisation et évoquait des fraudes. Plusieurs partis politiques, comme la Renaissance du Bénin (RB, opposition) dénonce également des fraudes. Des observateurs internationaux ainsi que la Communauté économique des États de l'Afrique de l'Ouest considèrent que le scrutin s’est déroulé dans des conditions satisfaisantes et dans la transparence. Selon les résultats validés par la cour constitutionnelle, Yayi Boni arrive en tête avec 35,60 % des voix devant Adrien Houngbédji qui réunit 24,23 % des suffrages.
- Libye : Baghdadi Mahmoudi a été nommé Premier ministre, en remplacement de Choukri Ghanem.

### 6 mars
- Côte d’Ivoire : Robert Mambé Beugré a été investi comme président de la Commission électorale indépendante (CEI).

### 7 mars
- Mali : le musicien Ali Farka Touré est mort à Bamako, à l'âge de 67 ans.

### 10 mars
- République démocratique du Congo : une manifestation, organisée par l’Union pour la démocratie et le progrès social, principal parti de l’opposition, a été réprimée violemment par la police. Une quarantaine de manifestants ont été interpellés et plusieurs personnes ont été blessées.
- Soudan : le Conseil de paix et de sécurité de l’Union africaine, réuni à Addis-Abeba a « décidé d’apporter son soutien de principe à un transfert de la Mission de l'Union africaine au Soudan (Amis) à une mission des Nations unies »

### 15 mars
- Côte d’Ivoire : Guillaume Soro a participé pour la première fois depuis plus d’un an au Conseil des ministres. Le président Laurent Gbagbo et le premier ministre ont salué le retour du chef politique de la rébellion au sein de l’instance gouvernementale.

### 16 mars
- CEMAC : réunion du 7e sommet de la Communauté économique et monétaire de l'Afrique centrale (CEMAC) à Libreville (Gabon).

### 17 mars
- Liberia : Ellen Johnson Sirleaf, présidente du Liberia, a demandé au Nigeria l’extradition de l’ancien chef d’État Charles Taylor.
- République démocratique du Congo : Thomas Lubanga, chef de guerre fondateur de l'Union des patriotes congolais (UPC), suspecté de crime de guerre pour l’enrôlement d’enfants, a été transféré de Kinshasa vers la Cour pénale internationale.

### 19 mars
- Bénin : Yayi Boni remporte, avec 74,29 % des voix, le second tour de l’élection présidentielle face à Adrien Houngbédji.

### 21 mars
- Gambie : les autorités ont annoncé l’arrestation de militaires préparant un coup d'État, dont le chef d’État-major de l’armée, le lieutenant-colonel Mure Cam. Le chef de l’État Yahya Jammeh, en voyage en Mauritanie, est rentrée précipitamment dans son pays.

22 mars
- République démocratique du Congo : un « projet de prévention et de réinsertion des ex-enfants soldats », initié par le Bureau international du travail, a été lancé par les autorités à Brazzaville. Ce projet, qui concerne la réinsertion socio-économique de 5 000 anciens enfants soldats, vise également à les sensibiliser à l’éducation à la santé et la lutte contre le Sida et les toxicomanies.

### 26 mars
- Mali : à l’occasion du 15e anniversaire de la chute du régime militaire de Moussa Traoré, le président Amadou Toumani Touré a déposé une gerbe au monuments des martyrs du 26 mars à Bamako en rappelant au « devoir de souvenir, de reconnaissance profonde, de pensée à tous ceux qui ont donné leur vie pour l'indépendance, la promotion et le processus démocratique au Mali ».

### 28 mars
- Sahel : les Nations unies ont lancé un appel humanitaire pour rassembler 92 millions de dollars pour apporter une aide alimentaire aux  populations sahéliennes (Mauritanie, Mali, Niger et Burkina Faso) affaiblies par deux années de faibles moissons. Ahmedou Ould-Abdallah, représentant spécial du secrétaire général pour l’Afrique de l’Ouest, a déclaré qu’il «  n’était pas possible d’attendre que des centaines de milliers de personnes, dont une majorité de femmes et d’enfants, meurent de faim ou de malnutrition, pour réagir. »

### 29 mars
- Liberia, Sierra Leone : l’ancien président libérien Charles Taylor a été extradé du Nigeria où il vivait en exil vers la capitale libérienne Monrovia puis à Freetown où il a été incarcéré. Il est inculpé par le Tribunal spécial pour la Sierra Leone de crimes de guerre et de crimes contre l’humanité.

### 30 mars
- Tchad : les principaux partis de l’opposition ont refusé de présenter un candidat à l’élection présidentielle et appelle au boycott du scrutin prévu le 3 mai.